# Elizabeth Needham
Elizabeth Needham (zm. 3 maja 1731), znana również jako Mother Needham (matka Needham) – angielska kuplerka i właścicielka domu publicznego w Londynie. Stręczycielkę witającą Moll Hackabout namalował William Hogarth na pierwszej z cyklu satyrycznych akwafort Historia ulicznicy. Mimo że Needham była postacią znaną w ówczesnym Londynie, niewiele wiadomo o jej życiu i nie zachował się żaden autentyczny portret rajfurki. Jej dom należał do najbardziej ekskluzywnych w Londynie, a klienci, których przyjmowała, pochodzili z najwyższych klas społecznych. Matka Needham zyskała sobie jednak wrogów wśród zwolenników moralnej odnowy społeczeństwa i zmarła na skutek okrutnego traktowania po skazaniu na gąsior.

## Postać
Nic nie wiadomo o wczesnych latach życia Needham, która w średnim wieku zasłynęła w Londynie jako właścicielka domu publicznego przy Park Place w dzielnicy St. James. Dom kuplerki uważano za najbardziej ekskluzywny w Londynie. Nie dorównywały mu nawet posiadłości przy Covent Garden, ani dom publiczny prowadzony przez inną słynną w tamtych czasach stręczycielkę, matkę Wisebourne. Uważano, że wiek służy Elizabeth Needham. Hogarth opisuje ją jako „atrakcyjną, dojrzałą rajfurkę [...] ubraną ze smakiem w jedwabie”, ale wspomina również o „przebarwieniach na jej twarzy”, która na akwaforcie artysty jest pokryta bliznami. Kilka z jej licznych pseudonimów to Bird, Howard i Blewit.
Matka Bird to również przydomek innej właścicielki domu publicznego, którą wraz z Needham skazano na Więzienie Newgate w 1724 roku. Needham była bezwzględna wobec dziewcząt i kobiet pracujących dla niej. Zmuszała kurtyzany do wypożyczania od niej sukien za horrendalne sumy, a gdy brakowało im pieniędzy na zapłatę, kazała im przyjmować więcej klientów lub skazywała je na więzienie dla dłużników, dopóki nie spełniły określonych oczekiwań (bohaterka powieści Pamiętniki Fanny Hill, napisanej przez Johna Clelanda w 1748, padła ofiarą stręczycielki). Gdy kurtyzany stawały się zbyt dojrzałe lub chore, aby zainteresować klientów, Needham zwalniała je.
Needham werbowała prostytutki z różnych miejsc, w tym z innych domów publicznych, przytułków dla bezdomnych kobiet przy Covent Garden, kawiarni Toma Kinga, a także z licytacji. Jednak, zgodnie z akwafortą Hogartha, kurtyzanami pracującymi u Needham najczęściej zostawały wiejskie dziewczęta. Eseista Richard Steele widział ją podczas rozmowy z nowo przybyłą do miasta dziewczyną, gdy poszedł na stację odebrać przesyłkę. Opisał kuplerkę jako sprytną kobietę, która wydawała się przyjazna i zainteresowana losem potencjalnych pracownic, a swój czarny charakter ujawnia tylko w domu publicznym. Alexander Pope w satyrze Duncjada ostrzega, aby nie „wysławiać się w sposób charakterystyczny dla matki Needham”. Na końcu podanej satyry, napisanej w 1728 roku, autor wspomina rajfurkę jeszcze raz poprzez odniesienie do jej wulgarności. Ponadto w ostatnich wersach wiersza Coronation Epistle, którego publikacji zakazano w latach 1769–1954, Pope wymienia Elizabeth Needham pośród innych kobiet otoczonych złą sławą:

Zgodnie z twoją wolą, oddajemy naszą losową inteligencję

Pierwsze z nich odnajdujemy u Needham, Brooks lub Briton.

Henry Fielding nawiązuje do stręczycielki w utworze Pasquin z 1736 roku, a wizerunek Needham przedstawiony przed Hogartha posłużył mu jako wzorzec przy tworzeniu postaci matki Punchbowl w dramacie The Covent Garden Tragedy, który powstał w 1732 roku. Kuplerka w utworze Mary Davys Accomplish'd Rake z 1727 roku nazywa się „matka N-d-m” i tak jak Needham werbuje do pracy młode wiejskie dziewczęta.

## Klienci

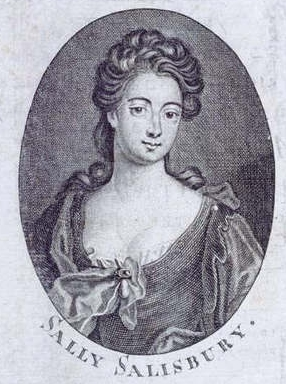
Kontakty z Sally Salisbury podniosły prestiż domu publicznego prowadzonego przez Needham.

Pułkownik Francis Charteris i jego kuzyn Philip Wharton (książę Wharton) byli najważniejszymi klientami rajfurki. Na akwaforcie Hogartha Charteris stoi w drzwiach na drugim planie. Ronald Paulson sugeruje, że Ann Bond, którą zwerbowała Needham, a Charteris zgwałcił, stała się inspiracją dla Hogartha do namalowania Moll Hackabout. Charteris, znany ówcześnie jako Rapemaster General (gra słów – Postmaster General to „naczelny poczmistrz”, Rapemaster – to „główny gwałciciel”), został skazany na śmierć za zgwałcenie Ann Bond, ale ostatecznie nie ukarano go. Podczas procesu nie wspomniano o Needham.
Około roku 1708 Needham przedstawiła Charterisowi Sally Salisbury. Salisbury uchodziła za najbardziej znaną kurtyzanę w tamtych czasach, a zaczynała karierę jako nałożnica Charterisa. Gdy matka Wisebourne, jej poprzednia stręczycielka, zmarła w 1719 roku, Salisbury zaczęła pracę w domu publicznym Needham, który dzięki niej pozyskała klientów z najwyższych klas społecznych. Dom publiczny Needham zdobył jeszcze większą sławę, gdy Salisbury zaangażowała jedną z prostytutek pracujących u rajfurki w kradzież ubrań hrabiego Cardigan. Obie kobiety towarzyszyły mu w drodze do Newmarket, a następnie położyły pijanego hrabiego spać, ukradły mu wszystkie ubrania oraz całą biżuterię i wróciły do Londynu. Na szczęście dla nich hrabia odebrał to jako żart.
Aktor Joe Miller mówi o reputacji, jaką cieszył się dom publiczny prowadzony przez Needham, w jednym ze swoich dowcipów, w którym kuplerka prosi jednego ze swoich gospodarzy, aby poczekał z zapłatą do posiedzenia parlamentu i synodu Kościoła Anglii, gdyż wtedy będzie mogła zapłacić dziesięć razy więcej. W gazecie London Journal opublikowano testament, w którym Needham przekazuje dobytek swoim najbardziej znanym klientom: „obraz przedstawiający Sodomę i Gomorę oddaje pochlebnemu D―n; uncję rtęci powierza eleganckiemu C―e z St. Martin’s Lane; nieruchomość idzie w ręce księcia Wharton; bibliotekę przekazuje Edwardowi C., a antidotum na rzeżączkę małemu Quibusowi”. W tamtych czasach pominięcie pełnego imienia i nazwiska nie gwarantowało, że ludzie ci unikną rozpoznania i wstydu, ale próba rozszyfrowania ich dzisiaj mogłaby spełznąć na niczym.
Jej dobrze usytuowana klientela mogła pomóc jej uniknąć aresztu. Pomijając wzmiankę o zasztyletowaniu Johna Fincha, syna księżnej Winchelsea, przez Sally Salisbury w domu publicznym prowadzonym przez Needham w 1723 roku (w rzeczywistości wydarzenie miało miejsce w tawernie Three Tuns przy Covent Garden), pierwszej obławy policyjnej na stręczycielkę dokonano w 1724 roku:

Wczoraj rano słynną matkę Needham i matkę Bird, dwie znakomite restauratorki rozrywki w królestwie, skazano na więzienie Newgate. Policja, która przeszkodziła klientom i dziewczętom w zabawie, zniszczyła poprzedniej nocy domy publiczne rajfurek i odprowadziła je do aresztu. To pierwsza publiczna kara pani Needham, odkąd stoi na czele szemranych spraw w tym mieście. Ta sytuacja może ją zrujnować. Gazeta Daily Journal, wtorek, 21 lipca 1724 roku.

Policja nakryła „dwie kobiety w łóżku z dwoma wpływowymi mężczyznami”. Mężczyzn skazano na areszt tymczasowy, a kobiety na ciężkie roboty w więzieniu Tothill Fields Bridewall. Nie wiadomo czy Needham ukarano za to wydarzenie, ale we wrześniu, gdy spłonął jej dom publiczny, prawdopodobnie była wciąż w więzieniu. W pożarze zginął jeden z jego mieszkańców, kapitan Barbute, francuski oficer. W 1728 roku aresztowano kilkanaście kurtyzan, ale Needham zapewne udało się uniknąć kary.

## Areszt, wyrok i śmierć
Pod koniec 1730 roku Sir John Gonson, sędzia pokoju i zagorzały zwolennik towarzystwa propagującego dobre maniery, zaintrygowany zamieszaniem wokół sprawy gwałtu dokonanego przez Charterisa, rozpoczął liczne obławy na domy publiczne w całym Londynie. Na początku 1731 roku zawitał do dzielnicy St. James, ponieważ niektórzy mieszkańcy Park Place wspominali o „znanym domu rozpusty w tej okolicy”. W rzeczywistości mało kto nie słyszał o domu publicznym prowadzonym przez Needham, gdyż przez lata odwiedzała go śmietanka towarzyska. Gonson aresztował stręczycielkę, a sędzia Railton skazał ją na areszt.
29 kwietnia 1731 roku Needham uznano za winną prowadzenia domu rozpusty, wymierzono jej grzywnę w wysokości jednego szylinga, skazano dwukrotnie na gąsior i „poddano próbie na okres 3 lat”. 30 kwietnia stręczycielkę po raz pierwszy zaprowadzono przed gąsior przy Park Place. Prawdopodobnie dzięki znajomościom kuplerce pozwolono leżeć twarzą do dołu. Wynajęto również wielu strażników do ochrony. Mimo to, rajfurka stała się ofiarą tak okrutnego traktowania, że spodziewano się jej śmierci jeszcze przed zakończeniem wyroku. Zebrane tłumy były tak liczne, że jeden chłopiec zginął wskutek upadku na metalowe ogrodzenie podczas poszukiwania lepszego miejsca do obserwacji.
Needham przeżyła gąsior, ale zmarła 3 maja 1731 roku, dzień przed wymierzeniem kary po raz drugi (tym razem na dziedzińcu New Palace). W swoich ostatnich słowach wyraziła ogromny strach przed gąsiorem, wynikły z brutalności pierwszej kary. W Grub Street Journal, satyrycznym dzienniku współpracującym z Alexandrem Pope'em i innymi przyjaciółmi Hogartha, pojawiło się ironiczne stwierdzenie, że społeczeństwo „zachowało się niechlubnie wobec kuplerki, która wyświadczyła tyle przysług”. Na jej cześć napisano drwiący wiersz:
Kokietki, przyszedł czas na szlochanie
Teraz zanoście się płaczem
Albowiem starą matkę Needham pogrzebano
I wasze życie straci smak.
Ta, która pięknie ubierała was w satyny
Która uczyła jak zabawiać
Która ratowała z opresji
Chroniła przed dolly i wstydem
Teraz spoczywa głęboko w grobie...
Kuplerka nigdy nie zobaczyła akwafort Hogartha Historia ulicznicy, ponieważ zmarła przed ukończeniem dzieła. Stręczycielka była wzorem do naśladowania dla wielu kobiet, ale dopiero dom publiczny King's Head przy Covent Garden, przejęty przez matkę Douglas w 1741 roku, dorównał temu należącemu do matki Needham.